# Las Chacritas (Catamarca)
Las Chacritas es una localidad argentina de la provincia de Catamarca, dentro departamento Ambato.
Se accede a través de la ruta provincial 1.

## Población
Cuenta con 74 habitantes (Indec, 2010), lo que representa un descenso del 26 % frente a los 100 habitantes (Indec, 2001) del censo anterior.
| Gráfica de evolución demográfica de Las Chacritas entre 1991 y 2010 |
|                                                                     |
| Fuente: Censos nacionales del INDEC                                 |

- Datos: Q5644772